# Якокіт
Якокіт (рос. Якокит)  — село Алданського улусу, Республіки Саха Росії. Входить до складу Міського поселення селища Нижній Куранах.
Населення —  328 осіб (2015 рік). 